# فرشاد ابراهیم‌پور نورآبادی
فرشاد ابراهیم پور نورآبادی (زاده ۳۱ شهریور ۱۳۵۶) سیاستمدار ایرانی و نماینده دوره دوازدهم مجلس شورای اسلامی از حوزه انتخابیه ایذه، باغ‌ملک، دزپارت و صیدون است.

## کمیسیون آموزش و تحقیقات مجلس شورای اسلامی
با برگزاری انتخابات هیئت رئیسه کمیسیون آموزش، تحقیقات و فناوری، فرشاد ابراهیم پور نورآبادی نایب رئیس این کمیسیون شد.

## مجلس دوازدهم
فرماندار ایذه: فرشاد ابراهیم‌پور نورآبادی با کسب ۵۰ هزار و ۳۸۳ رای به عنوان نماینده مردم شهرستان‌های ایذه، باغملک، دزپارت و صیدون در دوازدهمین دوره انتخابات مجلس شورای اسلامی انتخاب شد.

## سوابق اجرایی
معاون وزیر سابق آموزش و پرورش
مدیر دانشگاه پیام نور استان تهران و خوزستان
ریاست دبیرخانه هیئت امناء سازمان تات وزارت جهاد کشاورزی